# Benoît Tremblay
Pour les articles homonymes, voir Tremblay.
Benoît Tremblay (né le 16 mars 1948) est un administrateur, économiste et homme politique fédéral du Québec.

## Biographie
Né à Val-Brillant dans la région du Bas-Saint-Laurent, il devint conseiller municipal de la ville de Montréal dans le district de Sault-au-Récollet avec le Rassemblement des citoyens de Montréal du maire Jean Doré.
Élu député du Parti progressiste-conservateur du Canada dans la circonscription fédérale de Rosemont en 1988, il quitte les Progressistes-conservateurs en 1990 après l'échec de l'Accord du lac Meech. Devenu membre du caucus du nouveau Bloc québécois, il sera réélu en 1993. Il ne se représenta pas en 1997.
Il est professeur honoraire au HEC Montréal où il est aussi directeur du Centre d’études Desjardins en gestion des coopératives de services financiers.